# Atoomnummer
Het atoomnummer of atoomgetal, symbool: {\displaystyle Z}, geeft het aantal protonen in een atoomkern aan, en bepaalt dus de kernlading. Het atoomnummer is een belangrijk begrip uit de chemie en de kwantummechanica. Een element en zijn plaats in het periodiek systeem zijn erdoor vastgelegd. Wanneer het atoom als geheel elektrisch neutraal is, is het atoomnummer ook gelijk aan het aantal elektronen in de elektronenwolk rond de kern. Juist de elektronen bepalen het chemische gedrag van een atoom. Bij ionen, dat zijn atomen die niet elektrisch neutraal zijn, is het aantal elektronen ofwel groter ofwel kleiner dan het atoomnummer; anionen zijn negatief geladen, kationen positief.
Het atoomnummer kan indien gewenst links onder het symbool van het element worden aangegeven, doorgaans in combinatie met het massagetal links boven om een bepaalde isotoop aan te duiden, bijvoorbeeld:
- waterstof: 11H protium, 21H deuterium en 31H tritium en

- zuurstof: 158O, 168O, 178O, ...

Waterstof heeft atoomgetal één, zuurstof atoomgetal acht.
Het aantal neutronen in de kern wordt niet door het atoomnummer bepaald. Alle chemische elementen hebben atoomkernen, die onderling in het aantal neutronen in de atoomkern verschillen. Daarmee kunnen er dus atomen voorkomen met hetzelfde atoomnummer maar verschillende massa. Deze atomen van hetzelfde element maar met verschillend gewicht worden isotopen genoemd. Vooral bij de zwaardere atomen, die met een hoger atoomgetal, is het aantal neutronen groter dan het aantal protonen in de kern.